# Jaizkibel

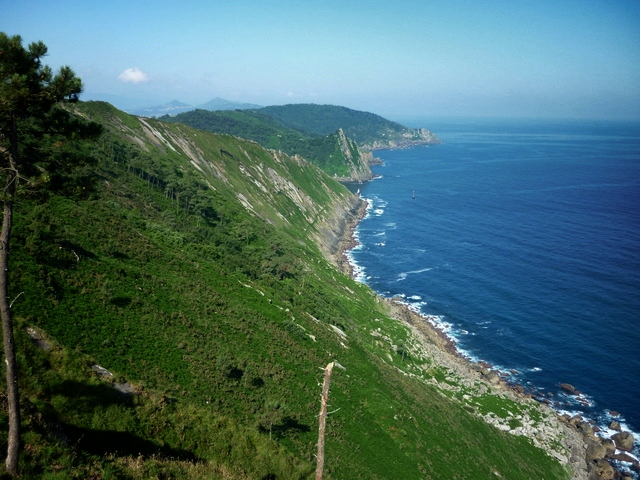
Il Monte Jaizkibel e la costa circostante

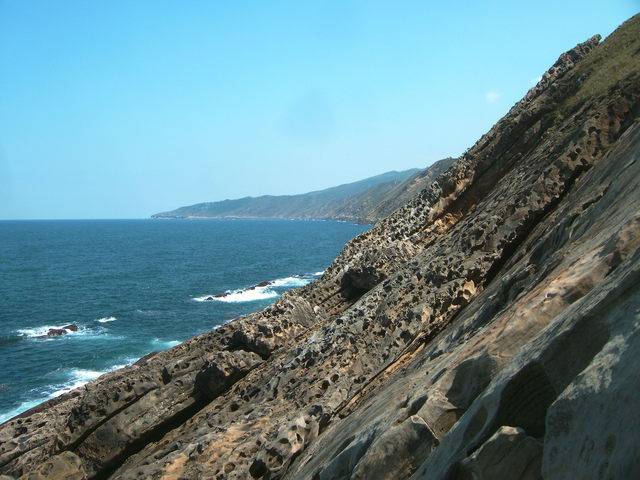
Altra immagine del Monte Jaizkibel e della costa circostante

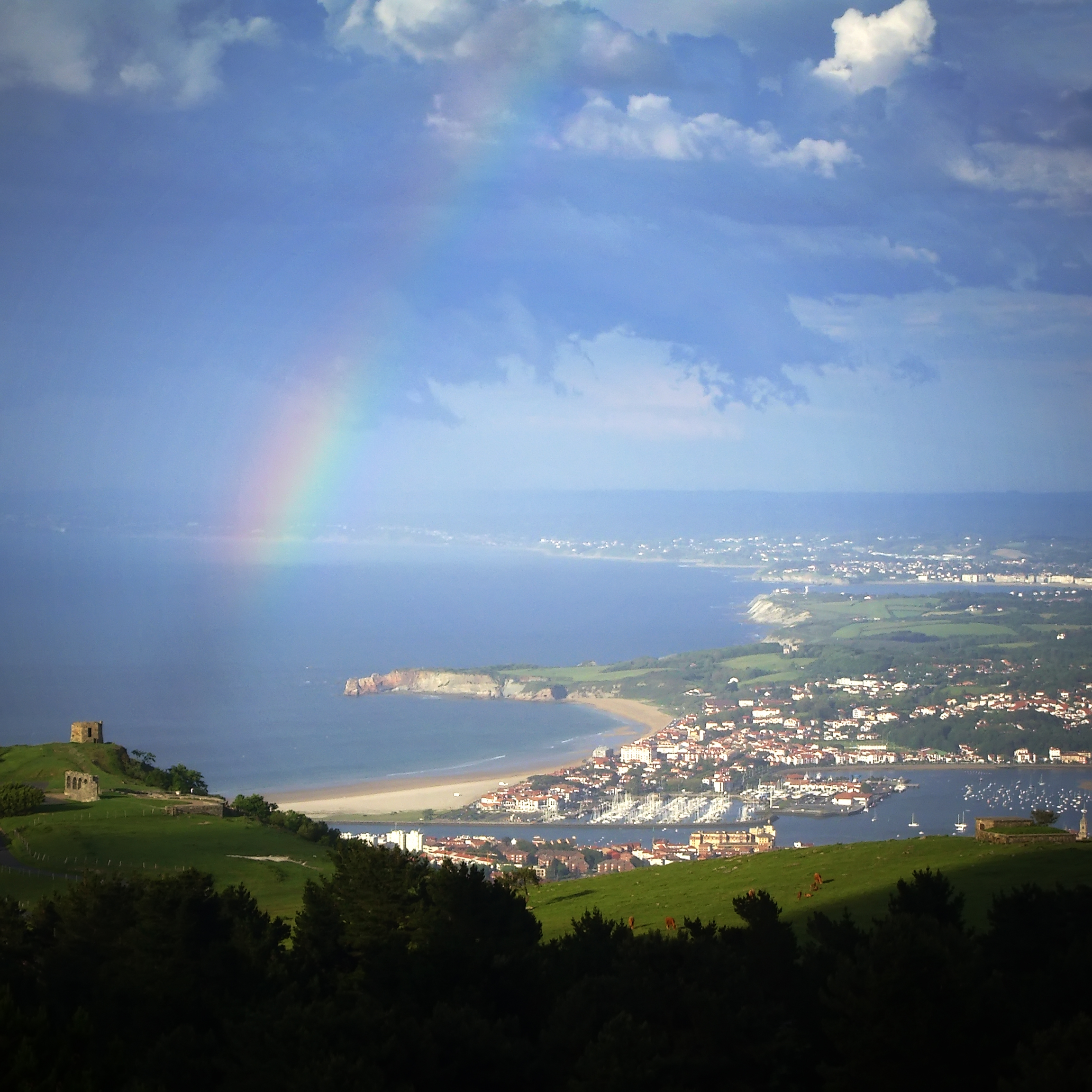
La costa basca vista dal Monte Jaizkibel

Lo Jaizkibel (pron.:/xajs'kibel/) o anche - secondo l'ortografia spagnola - Jaizquíbel è una collina pirenaica di 543-547 metri, situata nella provincia spagnola di Gipuzkoa, nei Paesi Baschi (Spagna nord-orientale), e lungo la costa che si affaccia sul Golfo di Biscaglia (Mar Cantabrico, Oceano Atlantico).
Si tratta di una delle vette costiere più alte d'Europa ed è solitamente considerata - anche se erroneamente - la più occidentale delle montagne pirenaiche.

## Etimologia
Il toponimo basco Jaizkibel significa letteralmente "dietro allo scoglio", in ragione della vicinanza del monte con la costa.

## Geografia

### Collocazione
Lo Jaizkibel si trova tra le località di Hondarribia, Lezo e Pasaia, nei pressi del confine con la Francia. È la prima vetta pirenaica che si incontra partendo dalla costa atlantica e dirigendosi verso est.

## Geologia
Il monte Jaizkibel è costituito principalmente da arenaria.
Gran parte della montagna si formò nel Paleocene e nell'Eocene.

## Flora & Fauna
Sul monte Jaizkibel si trovano specie botaniche o faunistiche rare in altre zone della Penisola iberica, come le felci tropicali e l'uccello delle tempeste europeo.

## Sport
Lo Jaizkibel rappresenta una salita di prima categoria della corsa ciclistica Classica di San Sebastián.